# 삼성 갤럭시 A21s
삼성 갤럭시 A21s(영어: Samsung Galaxy A21s)은 삼성 갤럭시 A 시리즈의 2020년 모델이다. 삼성전자에서 2020년 7월 24일 출시된 모델로 후면 지문인식 등이 탑재된 모델이다.

## 하드웨어 및 기타
삼성 갤럭시 A21S는 삼성전자의 갤럭시 A시리즈 중 두번째로 낮은 보급형 하위 스마트폰이다. 출고가는 29만 7천원으로 2017년에 출시된 보급형 스마트폰인 삼성 갤럭시 와이드2와 동일하다. 모바일 AP는 엑시노스 850 옥타코어 2.0Ghz를 사용하며 배터리는 내장형 리튬 이온 배터리 5000mAh를 탑재하였다. 고속충전 15W를 지원하고 아쉽게도 삼성페이는 지원하지 않고 방수방진도 지원하지 않는다. 한편 재고가 많이 남아서인지 SK텔레콤에서 삼성 갤럭시 A21s 비바 트롯에디션이나 삼성 갤럭시A21s 잼으로도 판매하고 있다.

## 같이 보기
- 삼성 갤럭시
- 삼성 갤럭시 A 시리즈
- 삼성 갤럭시 A51
- 삼성 갤럭시 A71